# Idikarai
Idikarai (o Idigarai) è una suddivisione dell'India, classificata come town panchayat, di 6.251 abitanti, situata nel distretto di Coimbatore, nello stato federato del Tamil Nadu. In base al numero di abitanti la città rientra nella classe V (da 5.000 a 9.999 persone).

## Geografia fisica
La città è situata a 11° 07' 33 N e 76° 57' 59 E.

## Società

### Evoluzione demografica
Al censimento del 2001 la popolazione di Idikarai assommava a 6.251 persone, delle quali 3.134 maschi e 3.117 femmine. I bambini di età inferiore o uguale ai sei anni assommavano a 580, dei quali 304 maschi e 276 femmine. Infine, coloro che erano in grado di saper almeno leggere e scrivere erano 5.009, dei quali 2.240 maschi e 2.769 femmine.